# Память о Феодоре Стратилате

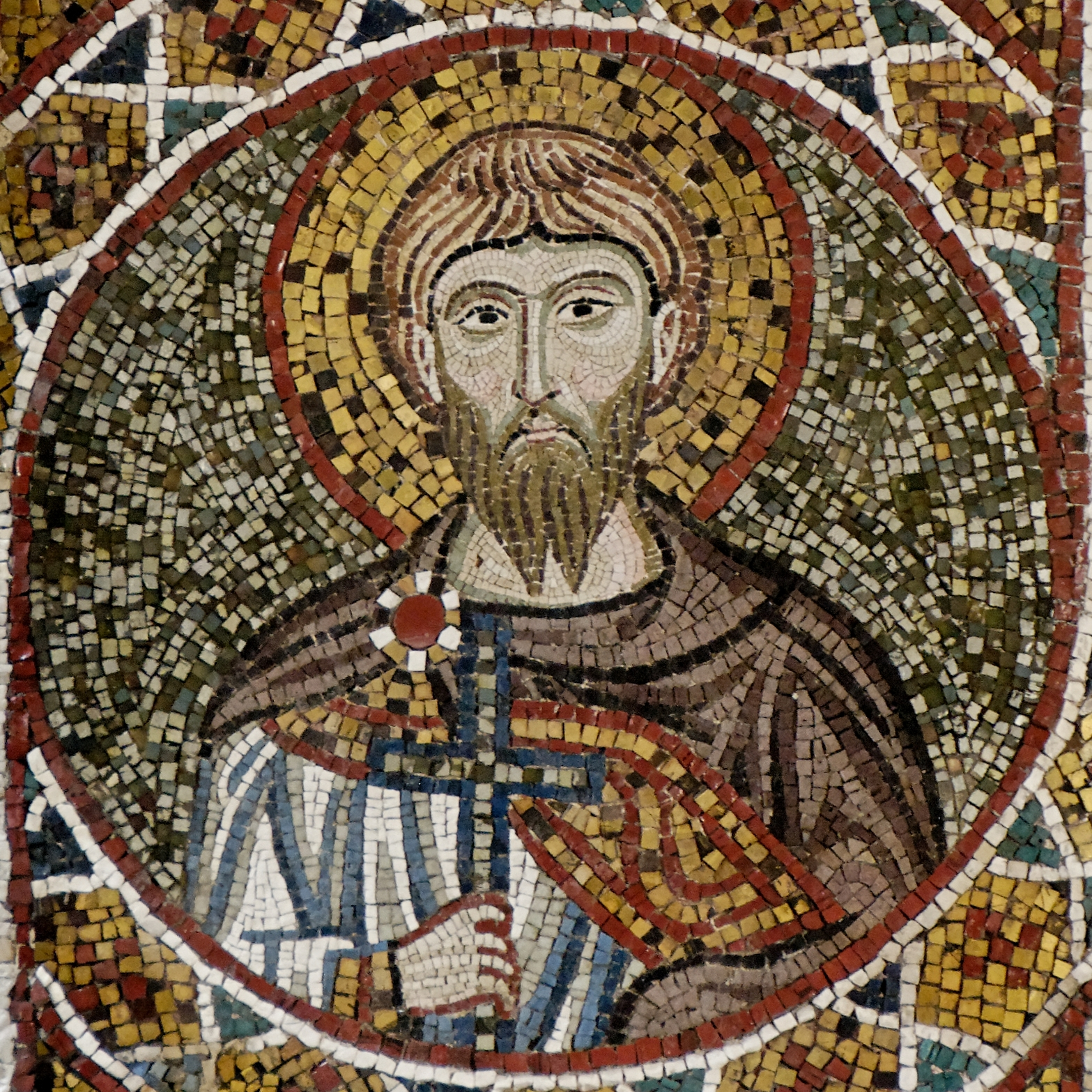
Мозаика с изображением Феодора Стратилата (XII век, церковь Марторана, Сицилия)

Великомученик Феодор Стратилат является известным покровителем православного воинства. Его память в Православной церкви совершается 8 февраля и 8 июня (по юлианскому календарю).
С именем Феодора Стратилата было связано большое количество церквей и монастырей.
Один из первых переводов жития святого на русский язык выполнил Арсений Грек. Книга называлась «Анфологион, си есть цветословие: страдальчества и мучения великомученицы Екатерины и святого великомученика Феодора Стратилата, и житие святого и преподобного Алексиа человека Божиа». Она была издана в Москве в 1660 году.

## Топонимика, общественные организации, личности
Населённые пункты:
- В Великом Новгороде есть улица под названием Стратилатовская, которая названа по одному из двух в городе храмов в честь Фёдора Стратилата.
- Также в Великом Новгороде в честь святого именовался Фёдоровский ручей в центре города, сейчас — улица Фёдоровский ручей. На улице находится старинная церковь Фёдора Стратилата на Ручью (1360 год).

- В Московской области существовало село Стратилацкое (с 1574 года до середины XVII века, сейчас — Середа).
- На Кипре есть деревня Айос Феодорос[1].

Корабли и суда
По указу князя Г. А. Потёмкина была заложена серия из 6 46-пушечных фрегатов. Фрегат Фёдор Стратилат был заложен в конце 1788 года. Строители М. Иванов и А. С. Катасанов. Спущен на воду 09 апреля 1790 года, вошел в состав Черноморского Флота.
Общественные организации:
- Фонд Святого Феодора Стратилата — это организация, которая вместе с сёстрами Спасо-Богородицкого монастыря (под Вязьмой) работает над «Электронным помянником». Это общенародная информационная база молитвенной памяти воинов, погибших в Великую Отечественную войну, которая по готовности будет доступной через интернет[3].
- В Костромской области при Алексеевском храме города Шарья действует военно-патриотический клуб в честь Феодора Стратилата[4].

Феодор Стратилат считался небесным покровителем не только деятелей науки и искусства, но и целых деревень:
- Ярослав Всеволодович (1191—1246) — сын Всеволода Большое Гнездо, князь переяславский, великий князь киевский, великий князь владимирский.
- Фёдор I Иоаннович (1557—1598) — царь всея Руси и великий князь московский, третий сын Ивана IV Грозного.
- Фёдор Головин[5] (1650—1706) — русский дипломат и государственный деятель времён Петра I.
- Село Большое Колычёво — имение служилых, военных людей[6].

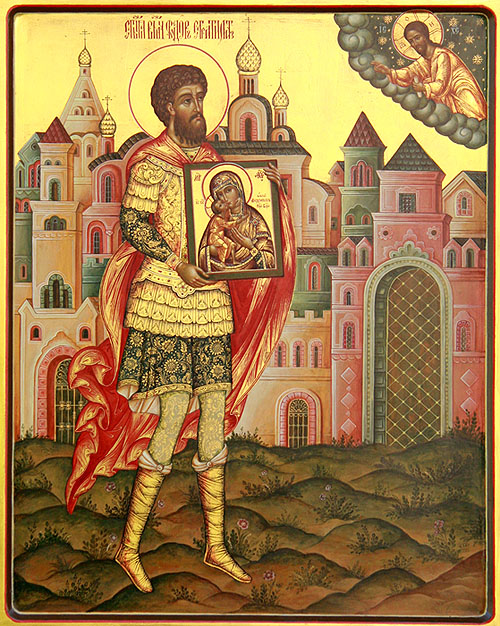
Феодор Стратилат несёт Феодоровскую икону в Кострому

Кроме этого, Феодор Стратилат особо почитается в городе Костроме, это связано восстановлением города после нашествия хана Батыя в 1230-х годах.
В 1239 году Ярослав Всеволодович восстанавливает Кострому и ставит в центре города деревянную церковь Феодора Стратилата.
Феодор Стратилат становится покровителем города, и именно в эту церковь помещают чудесно обретенную икону Божьей матери, которая с этого момента именуется Феодоровской иконой.
В 1597 году над Святыми воротами Ипатьевского монастыря был выстроен двухшатровой храм, освященный в честь мученицы Ирины и святого великомученика Феодора Стратилата.
Это было связано с бездетностью царской четы Феодора Иоанновича и Ирины Ирины Годуновой.
В этом же монастыре в 1613 году происходило Призвание на царство Михаила Фёдоровича.
По мнению ряда современных историков, инокиня Марфа благословила при избрании на царство своего сына Феодоровской иконой Божией Матери.
Монастырь был особо почитаем как «Колыбель Дома Романовых», а храм Феодора Стратилата до октябрьской революции 1917 года был главным собором Костромы.
Во времена советской власти происходили гонения на церковь.
Храм был разрушен, упоминание святого в светской жизни исключалось.
После распада СССР, в Костроме была увековечена память Феодора Стратилата:
- В 1994 году на воинском кладбище была возведена часовня по проекту архитектора Л. С. Васильева.[9]
- В 2002 году был установлен памятник на территории Богоявленско-Анастасииного кафедрального собора. Он был освящен в день празднования Феодоровской иконы Божией Матери Святейшим Патриархом Московским и всея Руси Алексием II.[9]
- В 2004 году в связи с 260-летием Костромской епархии была учреждена медаль святого великомученика Феодора Стратилата, покровителя богохранимой Костромы.[9]

## Иконография
Феодор Стратилат на иконах изображается в пластинчатом доспехе, чаще всего в правой руке он держит копьё, которое изображается вертикально (в отличие от Феодора Тирона, копьё которого располагают по диагонали рисунка).
Также на иконах часто изображают щит (в основном — круглый), русские иконописцы позже стали писать щит времён Дмитрия Донского.
Кроме этого, встречаются иконы, на которых Феодор Стратилат держит крест.
Значительно реже встречаются иконы, на которых в руках святого изображён меч.
Значительно реже встречаются иконы, на которых Феодор изображён восседающим на коне.
В основном это восточная традиция, в ней существуют некоторые особенности иконописи — на коне Феодора изображается маленький сарацин, также как и на иконах Георгия Победоносца.
Этот сарацин является воплощением тех арабов, которые заодно со святым.
Масть лошади под святым Феодором на коптских иконах изображается белым, иногда — буланым или соловым.
Чаще всего повторяется два сюжета — Феодора Стратилата со святой великомученицей Ириной и изображения Феодора Стратилата вместе с Феодором Тироном.
Также известны житийные иконы Феодора Стратилата, являющиеся памятниками иконописного искусства.

## Список храмов Феодора Стратилата
Существует большое количество мест, связанных с христианским почитанием Феодора Стратилата. Основные центры почитания — это юг Восточной Европы — Греция, Македония, Болгария и Крым, а также север европейской части России — Москва—Санкт-Петербург—Кострома.
Красные отметки — церкви. 1 — Великий Новгород, 3 — Кирилло-Белозерский монастырь, 4 — Кострома, 6 — Феодоровский монастырь и часовня-крест.
Зелёные отметки — престолы в церквях: 2 — Тихвинский Богородичный Успенский монастырь, 5 — Алексеевский монастырь, 7 — Лужецкий монастырь.
Жёлтые отметки — святыни Феодора Стратилата.

## Народные приметы
Существует народная примета, связанная с Феодором Стратилатом:
колодезники считают летний день памяти Феодора Стратилата важной датой для определения места для нового колодца. От этого пошло народное прозвище святого — Колодезник.